# Dictya
Dictya är ett släkte av tvåvingar. Dictya ingår i familjen kärrflugor.

## Dottertaxa tillDictya, i alfabetisk ordning[1][2]
- Dictya abnormis
- Dictya adjuncta
- Dictya atlantica
- Dictya bergi
- Dictya borealis
- Dictya brimleyi
- Dictya caliente
- Dictya chihuahua
- Dictya claripennis
- Dictya disjuncta
- Dictya expansa
- Dictya externa
- Dictya fisheri
- Dictya floridensis
- Dictya frontinalis
- Dictya gaigei
- Dictya guatemalana
- Dictya guérini
- Dictya hudsonica
- Dictya incisa
- Dictya insularis
- Dictya iron
- Dictya jamaica
- Dictya knutsoni
- Dictya laurentiana
- Dictya lobifera
- Dictya matthewsi
- Dictya mexicana
- Dictya montana
- Dictya nebulosa
- Dictya neffi
- Dictya nigricornis
- Dictya orion
- Dictya oxybeles
- Dictya paludosa
- Dictya palustris
- Dictya pechumani
- Dictya pictipes
- Dictya praecipua
- Dictya ptyarion
- Dictya reticulata
- Dictya rufipes
- Dictya sabroskyi
- Dictya sinaloae
- Dictya steyskali
- Dictya stricta
- Dictya texensis
- Dictya umbrarum
- Dictya umbroides
- Dictya valleyi
- Dictya veracruz
- Dictya zacki